# Bohuslav Reynek
Bohuslav Reynek, né le 31 mai 1892 à Petrkov en royaume de Bohême et mort le 28 septembre 1971 dans la même ville, est un des plus importants poètes, écrivains, peintres, graveurs, illustrateurs et traducteurs tchécoslovaques du XXe siècle. Il se maria en 1926 à la poète française Suzanne Renaud.

## Biographie
En 1904-1911, il a étudié au lycée de Jihlava, en Moravie. Il a appris le français et l'allemand. Après de brèves études à l'Université de Prague, il quitte Prague pour Petrkov. En 1926, il épouse la poète française Suzanne Renaud, qu'il traduira plus tard en tchèque. En 1914, il a commencé sa longue et étroite collaboration avec Josef Florian dans la ville de Stará Říše en traduisant, illustrant et publiant ses propres poèmes. Lui et Suzanne ont eu deux fils, Daniel (né en 1928 - d. 2014) et Jiří (né en 1929 - d. 2014). En 1949, sa ferme a été confisquée par le nouvel État communiste (lui et sa famille ont été autorisés à vivre à Petrkov), et les éditeurs qui avaient jusque-là publié son travail ont été fermés. Il est mort en 1971 dans sa ferme et a été enterré à Svatý Kříž dans la tombe de sa famille.

## Œuvre

### Poésie
Ses poèmes sont méditatifs et inspirés par le paysage tchèque, la vie rurale dans le manoir et l'humanisme chrétien profond. Ce qui est remarquable, c'est la façon délicate dont les thèmes religieux sont réfractés à travers les images de son environnement immédiat ; les poèmes investissent les objets et les scènes du quotidien (comme les animaux de la ferme, leurs byres, les rythmes de la semaine de travail) avec une luminescence spirituelle, un bord lumineux, et ceci avec une telle délicatesse qu'à aucun moment il ne se sent imposé. Il emploie, pour la plupart, des formes traditionnelles, avec des rimes inventives.
Reynek était un graphiste et un traducteur du français et de l'allemand. Parmi les poètes qu'il a traduits se trouvait l'expressionniste allemand Georg Trakl, et il est clair qu'il a beaucoup appris des techniques de Trakl.

#### Publications
- Žízně (La Soif) (1921), poèmes
- Rybí šupiny (Les écailles de poisson) (1922), poèmes en prose
- Had na sněhu (Le serpent sur la neige) (1924), poèmes en prose
- Smutek země (Le chagrin de la Terre) (1924), poèmes
- Rty a zuby (Les lèvres et les dents) (1925), poèmes
- Setba samot (1936), poèmes
- Pieta (Pietà) (1940), poèmes
- Podzimní motýli (Les papillons d'automne) (1946), poèmes
- Mráz v okně (1969), poèmes
- Sníh na zápraží (1969), poèmes
- Odlet vlaštovek (Le départ des hirondelles) – publié à titre posthume

### Œuvre graphique

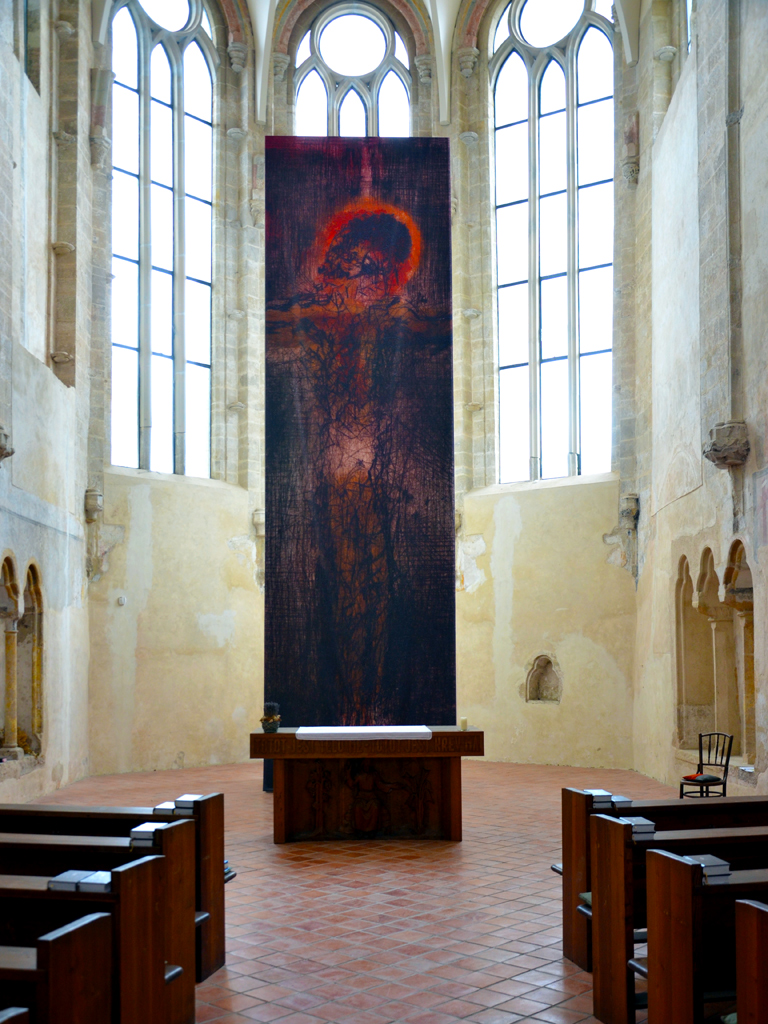
Retable, L'église de la Sainte Croix, Jihlava, Tchéquie.

Reynek était le peintre autodidacte. Il a commencé avec des charbons, des pastels et des linogravures. Plus tard, il a découvert par lui-même les techniques de pointe sèche et de gravure à l'eau-forte, les techniques les plus élémentaires et les plus facilement disponibles de l'intaglio. Reynek a été influencé par l'expressionnisme, mais son travail est complètement individuel. Il a travaillé avec un jeu des valeurs tonales en noir et blanc. Lorsqu'il utilisait la couleur, c'était une coloration prudente. Même lors de ses expériences ultérieures avec les techniques, il n'a jamais glissé dans l'insubstantialité sophistiquée. La simplicité de la forme a toujours souligné le message. Peut-être simple, mais pour cela beaucoup plus profond et mystique. Il a créé des centaines ou des milliers de dessins et de graphiques, dont le nombre exact ne sera probablement jamais connu.

#### Cycles graphiques
Les cycles graphiques les plus importants :
- Noël, 1940–1941
- Cycle de la passion, 1940–1948
- La neige, 1941
- Pastorále, 1942–1945
- Job, 1948–1949
- Don Quijote, 1955–1960